# 京都大学グリークラブ
京都大学グリークラブ（きょうとだいがくグリークラブ）は1966年（昭和41年）に設立された京都大学の学生による男声合唱団。通称「京グリ」
国、言語を問わず様々な楽曲の演奏を行うが、京都大学出身の作曲家である多田武彦とは縁深く、演奏会や行事での演奏のほか、過去には委嘱作品（「燈台の光を見つつ」など）を提供してもらったこともある。現在は常任指揮者はおらず、学生が指揮、そのほかの活動の主体となっている。演奏会では大阪音楽大学学長の本山秀毅を客演指揮として招き、演奏を行っている。

## 歴史
- 1966年、京都大学合唱団との方針の違いから約30名が分離し、設立された[1]。
- 同年12月、「第九を歌う京都市民の会」に友情出演し「第九」を演奏したのが、設立後初めての演奏であった[1]。
- 1967年12月3日、京都会館第一ホールにて第一回定期演奏会が開かれ、立ち見を含め2400人以上が来場した。この演奏会を開く資金集めのために行った琵琶湖一周高校訪問から、アンコールでは「琵琶湖周航の歌」が演奏され、現在まで続く演奏会の伝統として歌い継がれている[1]。
- 1971年7月11日、東京大学コール・アカデミーとのジョイントコンサートを行った[2]。
- 1990年、OB会の京大グリー創設25周年記念事業として、ハーバード大学グリークラブのOB約30名を招き、演奏会を行った。以降2，3年ごとに日米で開催されている[1]。

## 演奏会
主な演奏会としては以下の通り（2024年2月27日現在）
- 定期演奏会
- 東大・京大ジョイントコンサート（東京と京都で交互に隔年開催）
- 京都合唱祭

以上3つの演奏会の他、11月には京都大学11月祭にてミニコンサート、2月には回生コールを行うほか、春と秋の年2回、吉田フレンドシップコンサートに出演している。また、カラオケ音源の依頼を受け、演奏の録音を行うこともある。